# Love is a Four Letter Word
Love Is a Four Letter Word es el cuarto álbum de estudio del compositor y cantante estadounidense Jason Mraz, el cual fue lanzado el 13 de abril de 2012 por Atlantic Records. "I Won't Give Up" fue su primer sencillo y fue lanzado el 3 de enero de 2012.

## Lista de canciones
| N.º | Título                          | Escritor(es)                                     | Duración |  |
| 1.  | «The Freedom Song»              | Luc Reynaud                                      | 4:00     |  |
| 2.  | «Living in the Moment»          | Jason Mraz, Rick Nowels                          | 3:55     |  |
| 3.  | «The Woman I Love»              | Jason Mraz, David Hodges                         | 3:10     |  |
| 4.  | «I Won't Give Up»               | Jason Mraz, Michael Natter                       | 3:58     |  |
| 5.  | «5/6»                           | Jason Mraz, Michael Natter                       | 5:57     |  |
| 6.  | «Everything Is Sound»           | Jason Mraz, Matt Hales, Mike Daly, Martin Terefe | 4:45     |  |
| 7.  | «93 Million Miles»              | Jason Mraz, Michael Natter, Mike Daly            | 3:36     |  |
| 8.  | «Frank D. Fixer»                | Jason Mraz, Martin Terefe, Sacha Skarbek         | 4:45     |  |
| 9.  | «Who's Thinking About You Now?» | Jason Mraz, Eric Hinojosa                        | 4:47     |  |
| 10. | «In Your Hands»                 | Jason Mraz                                       | 4:51     |  |
| 11. | «Be Honest» (con Inara George)  | Jason Mraz, Michael Natter                       | 3:25     |  |
| 12. | «The World as I See It»         | Jason Mraz, Rick Nowels                          | 4:02     |  |
| 13. | «I'm Coming Over»               | Jason Mraz, Mike Daly                            | 4:31     |  |